# Pigüé
Pigüé is een plaats in het Argentijnse bestuurlijke gebied Saavedra in de provincie Buenos Aires. De plaats telt 13.822 inwoners. De meeste inwoners van Pigüé zijn van Franse afkomst.

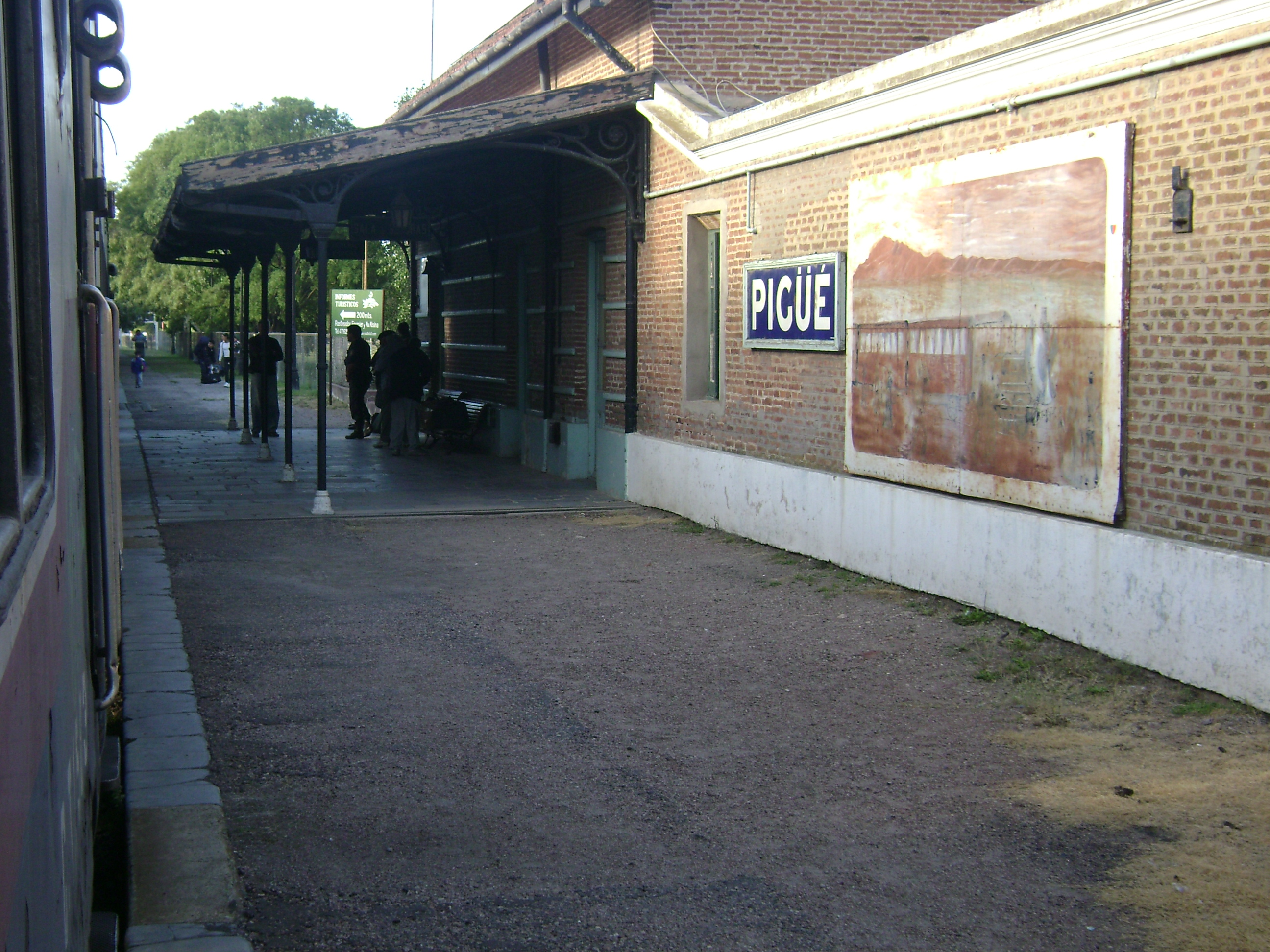
Station van Pigüé